# Johann Christoph Schröther der Ältere
Johann Christoph Schröther (der Ältere) (* 18. Dezember 1747 in Sonnewalde, Niederlausitz, Königreich Sachsen; † 22. Juli 1822 in Sonnewalde, Königreich Preußen) war ein deutscher Orgelbauer in Sonnewalde.

## Leben
Der Urgroßvater Matthäus Schröther war bereits Tischler in Sonnewalde, ebenso der Großvater und der Vater, beide mit Namen Johann Christoph Schröther, letzterer auch Musikant.
Johann Christoph Schröther wurde Tischler und Orgelbauer in Sonnewalde und war später auch Kirchenvorstand und Amtsgerichtsschöffe.
Von etwa 1774 sind die ersten Arbeiten als Orgelbauer bekannt, von 1795 der Bau eines  Piano-Forte . Für 1800 wurde eine Zusammenarbeit mit dem Sohn Johann Christoph Schröther dem Jüngeren erwähnt. Um 1804 könnte bereits die Übergabe der Werkstatt an diesen erfolgt sein, da er 1806 im Niederlausitzischen Adressbuch erstmals separat als jun. aufgeführt wurde (1801 noch nicht) und weitere Zusammenarbeiten der beiden nicht bekannt sind. Spätestens um 1820 erfolgte die Übergabe.
Johann Christoph Schröther der Ältere war mit Maria Sophia Liebe verheiratet.

## Werke (Auswahl)
Von Johann Christoph Schröther dem Älteren sind einige Orgelneubauten in der Niederlausitz bekannt, dazu Zuschreibungen von Neubauten, sowie Erweiterungen und Reparaturen. Arbeiten ab etwa 1804 könnten bereits in der Verantwortung des Sohnes Johann Christoph Schröther des Jüngeren durchgeführt worden sein, was durch die Namensgleichheit nicht eindeutig erkennbar ist.
Orgelneubauten
| Jahr      | Ort         | Gebäude                | Bild | Manuale | Register | Bemerkungen |
| --------- | ----------- | ---------------------- | ---- | ------- | -------- | --- |
| um 1775   | Goßmar      | Dorfkirche             |      | I       | 6        | Zuschreibung; zuerst für einen nichtkirchlichen Ort gebaut, um 1790 Umsetzung nach Goßmar und Einbau eines Pedals auf I/P, 7 durch Schröther, erhalten |
| 1789      | Golßen      | Stadtkirche            |      | II/P    | 18       | Prospekt erhalten |
| 1791      | Nehesdorf   | St. Katharina          |      | I/P     | 9        | Prospekt erhalten |
| 1792      | Trebbus     | Dorfkirche             |      | I/P     | 9        | Prospekt erhalten |
| 1797      | Arenzhain   | Dorfkirche             |      | I/P     | 11       | Zuschreibung, erhalten? |
| 1800      | Schadewitz  | Dorfkirche             |      | I/P     | 8        | mit Johann Christoph Schröther dem Jüngeren, nicht erhalten                                                                                            |
| 1804      | Oppelhain   | Dorfkirche             |      |         |          | Zuschreibung, Prospekt erhalten |
| 1807/08   | Dahme       | Stadtkirche St. Marien |      | II/P    | 20       | Prospekt erhalten |
| 1811      | Altgolßen   | Dorfkirche             |      | I/P     | 7        | Prospekt erhalten |
| 1812      | Frankena    | Dorfkirche             |      | I/P     | 10       | erhalten |
| nach 1817 | Kosilenzien | Dorfkirche             |      |         |          | Zuschreibung, Prospekt erhalten |
| um 1820   | Möglenz     | Dorfkirche             |      |         |          | Zuschreibung, Prospekt erhalten |

Weitere Arbeiten
| Jahr       | Ort      | Gebäude       | Bild | Manuale | Register | Bemerkungen                                                             |
| ---------- | -------- | ------------- | ---- | ------- | -------- | ----------------------------------------------------------------------- |
| 1774–1775  | Bomsdorf | Dorfkirche    |      |         |          | Einbau eines Pedals                                                     |
| um 1790    | Goßmar   | Dorfkirche    |      | I/P     | 7        | Umsetzung und Einbau eines Pedals in möglicherweise eigenen Orgelneubau |
| nach 1795  | Cottbus  | Schlosskirche |      | I/P     | 10       | Reparaturen                                                             |
| 1801, 1802 | Luckau   | St. Nikolai   |      | III/P   | 37       | Reparaturen                                                             |